# ラサロシド
ラサロシド(Lasalocid)は、抗菌薬、抗コクシジウム薬である。Streptomyces laseliensisの菌株により産生される。 これは、BovatecやAvatecと呼ばれる飼料添加物に含まれる薬剤である。
一価または二価のカチオンと中性の錯体を作ることができ、無極性相（脂質二重膜を含む）を通って輸送される。ドーパミンのような大きな有機カチオンも輸送することができる。
ウマやイヌは、ラサロシドの毒性に対する感受性が高い。標的でない種には、絶対に投与すべきではない。